# Montherod
Montherod es una comuna suiza del cantón de Vaud, situada en el distrito de Morges. Limita al norte con la comuna de Bière, al noreste con Saint-Livres, al este y sureste con Aubonne, al sur con Aubonne, y al oeste con Gimel y Saubraz.
Hasta el 31 de diciembre de 2007 la comuna formó parte del distrito de Aubonne, círculo de Gimel.